# Liste des districts du Sikkim

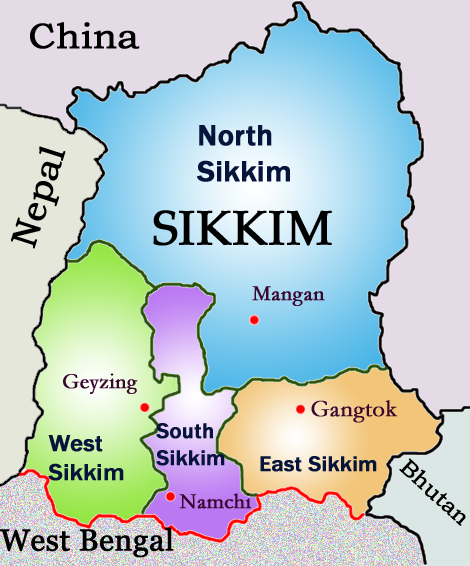
Les 4 districts du Sikkim.

Le Sikkim en Inde.

L'État du Sikkim en Inde est formé de 4 districts :
Le 21 décembre 2021, le gouvernement du Sikkim a annoncé la formation de 2 nouveaux districts ainsi que le changement de nom des 4 districts existants. Le district du Sikkim septentrional s'appellera désormais Mangan; Le district du Sikkim occidental sera Gyalshing, le district du Sikkim oriental sera désormais le district de Gangtok et le Sikkim méridional sera le district de Namchi. Les six districts sont :

## Liste des districts
| Sigle | District            | Chef-lieu | Population (2011) | Superficie (km²) | Densité 2011 | Site officiel |
| ----- | ------------------- | --------- | ----------------- | ---------------- | ------------ | --- |
| ES    | Gangtok             | Gangtok   | 281,293           | 954              | 295          | « http://esikkim.gov.in/ »(Archive.org • Wikiwix • Archive.is • Google • Que faire ?) (consulté le 15 août 2013) |
| NS    | Mangan              | Mangan    | 43,354            | 4,226            | 10           | « http://nsikkim.gov.in/ »(Archive.org • Wikiwix • Archive.is • Google • Que faire ?) (consulté le 15 août 2013) |
| SS    | Namchi              | Namchi    | 146,742           | 750              | 196          | « http://ssikkim.gov.in/ »(Archive.org • Wikiwix • Archive.is • Google • Que faire ?) (consulté le 15 août 2013) |
| WS    | Gyalshing           | Gyalshing | 136,299           | 1,166            | 117          | « http://wsikkim.gov.in/ »(Archive.org • Wikiwix • Archive.is • Google • Que faire ?) (consulté le 15 août 2013) |
| WS    | District de Pakyong | Pakyong   | 74,583            | 404              | 180          | |
| SGS   | District de Soreng  | Soreng    | na                | na               | na           | |